# Daniil Jakowlewitsch Chrabrowizki
Daniil Jakowlewitsch Chrabrowizki (russisch Даниил Яковлевич Храбровицкий; * 28. Juni 1923 in Rostow am Don; † 1. März 1980 in Moskau) war ein russischer Drehbuchautor und Filmregisseur.

## Leben und Werk
Chrabrowizki studierte von 1940 bis 1942 am Maxim-Gorki-Literaturinstitut in Moskau, wurde anschließend zum Wehrdienst eingezogen, den er bis Kriegsende als Soldat der Roten Armee erlebte. Nach dem Zweiten Weltkrieg arbeitete er zunächst als Reporter und Korrespondent bei verschiedenen russischsprachigen Zeitungen, wurde später Schüler des renommierten Drehbuchautors Jewgeni Gabrilowitsch. 1957 beendete er seine Studienjahre bei seinem Mentor und verfasste fortan selbständig Drehbücher.
Bereits drei seiner ersten Werke sicherten ihm einen festen Platz in der Geschichte des sowjetischen Kinos und wurden von renommierten Regisseuren verfilmt. Neben Wiktor Schilins Gefährliches Schweigen (1959) entstanden Grigori Tschuchrais Klarer Himmel (1961) und Michail Romms Streifen Neun Tage eines Jahres. Mit dem Drehbuch zu Klarer Himmel sicherte er sich endgültig den Durchbruch als Autor, wurde dafür mehrfach ausgezeichnet und galt fortan als einer der führenden sowjetischen Drehbuchautoren.
1965 versuchte er sich auch hinter der Kamera und debütierte als Filmregisseur mit dem Film Appell, gefolgt von weiteren Filmproduktionen. Seine letzte Arbeit, ein Film über die Entwicklung der Flugzeuge und des Fliegens, für das er gemeinsam mit Anatoli Sacharow auch das Szenarium entwickelte, beendete er 1979. Ein Jahr später verstarb Chrabrowizki im Alter von 56 Jahren in Moskau und wurde auf dem Kunzewoer Friedhof, Abschnitt 10, beigesetzt.

## Filmografie (Auswahl)
als Drehbuchautor:
- 1959: Всё начинается с дороги – Regie: Nikolai Dostal und Willen Asarow
- 1959: Gefährliches Schweigen (Исправленному верить) – Regie: Wiktor Schilin
- 1961: Neun Tage eines Jahres (Девять дней одного года) – Regie: Michail Romm
- 1961: Klarer Himmel (Чистое небо) – Regie: Grigori Tschuchrai
- 1969: Почтовый роман – Regie: Jewgeni Matwejew

als Regisseur und Drehbuchautor:
- 1965: Appell (Перекличка)
- 1972: Bändigung des Feuers (Укрощение огня)
- 1975: Erzählung über das menschliche Herz // Solange ein Herz schlägt (Повесть о человеческом сердце)
- 1979: Поэма о крыльях

## Auszeichnungen
Für Neun Tage eines Jahres wurde Chrabrowizki 1966 mit dem Staatspreis der RSFSR geehrt. Am 28. März 1974 erhielt er die Auszeichnung „Verdienter Kunstschaffender der RSFSR“ (russisch Заслуженный деятель искусств РСФСР). Bändigung des Feuers wurde außerdem beim Internationalen Filmfestival Karlovy Vary prämiert.